# Jean Bourdon
Jean Bourdon (Rouen, 1601 – Québec, 12 gennaio 1668) è stato un funzionario francese.
Fu Signore in Nuova Francia, geometra, cartografo, commerciante, procuratore sindacale della città di Québec, commissario generale della Communauté des Habitants e procuratore generale del Consiglio sovrano della Nuova Francia.
Bourdon arrivò nella colonia nordamericana l'8 agosto 1634 insieme all'amico Jean de Soeur. Era celibe e portava il titolo di ingegnere del governatore. Dopo il suo arrivo prese residenza nella periferia di Québec. Il 5 aprile 1639 il governatore Charles Huault de Montmagny gli diede 50 arpenti di terra, battezzata come «Terre Saint-Jean», dove costruì un mulino e una cappella. Qualche decennio dopo, nel 1661, la Compagnia della Nuova Francia eresse un feudo nobile a questa concessione.
Jean Bourdon ricevette altre signorie come ricompensa dei suoi servigi: il 30 luglio 1636 ottenne la signoria di Griffon e il Primo dicembre 1637 quella di Autray (quest'ultima venne data al figlio Jacques nel 1653). Il 10 marzo 1646 Montmagny gli concesse il dominio di Saint-François con l'obbligo di costruirci un forte in legno per difendere Québec dagli attacchi irochesi. Bourdon aveva soltanto una parte di questa terra, ma l'abate Le Soeur gli regala la sua. Il 25 aprile 1655 il governatore Jean de Lauson eresse un feudo nobile su questa possessione. Il 15 dicembre 1653 Bourdon ottenne la signoria di Dombourg situata nell'attuale Pointe-aux-Tremble, che la diede al figlio Jean-François. Appena pochi giorni dopo, il 21 dicembre, ricevette la signoria di Malbaie. Il 30 marzo 1655 ottenne la signoria di Sainte-Anne che venne data alle Orsoline come pagamento della dote della figlia Anna.
Non sembra che Jean Bourdon consacrasse molto tempo alla gestione delle sue signorie. Visse nel feudo Saint-Jean, dove sviluppò alcune coltivazioni, costruì un grande edificio, alcuni più piccoli e dei granai. Esercitò la professione di ingegnere. Procedette alla misurazione della città di Québec, presidiò alla costruzione di edifici e regolò la contestazione dei terreni. Durante il suo soggiorno in Francia nel 1641-42 tracciò una carta dettagliata della regione. Nel 1653 si associò con Jean-Paul Godefroy e Louis d'Ailleboust per formare il commercio triangolare Francia-Canada-Antille.
Jean Bourdon divenne una figura in vista nella colonia. Nel 1645 divenne governatore di Trois-Rivières. L'anno dopo si recò con Padre Jogues presso gli Irochesi per cementare il trattato di pace concluso l'estate precedente a Trois-Rivières tra Montmagny e i capi indiani rappresentati da Kiotseaeton. Partito il 16 maggio, arrivò nel paese degli Irochesi il 7 giugno. Il 10 ebbe luogo l'incontro con i capi indiani. Si rinnocò il trattato di pace, ma con reticenza. Jogues e Bourdon ritornarono a Trois-Rivières il 29- Al momento della loro partenza si diffuse un'epidemia di vaiolo tra gli Irochesi. I capi indiani accusarono Jogues di stregoneria, così la pace venne rotta.
La creazione della Communauté des Habitants portò Bourdon nei primi ranghi della società francocanadese. Nel 1647 venne nominato commissario generale della Communauté. Questo incarico lo obbligò di percorrere la colonia in lungo e in largo poiché era obbligato di controllare il commercio delle pellicce. Nel 1650 era in Francia, con Godefroy, perché doveva negoziare la nascita della Compagnia di Tadpissac. Sotto richiesta di Jean de Lauson venne nominato procuratore fiscale della Compagnia della Nuova Francia con il compito di sorvegliare l'attività della Compagnia di Tadoussac.
Era al servizio della Communauté quando intraprese il suo viaggio verso la Baia di Hudson nel 1657, ma non ci arrivò perché le sue guide Uroni morirono. All'epoca la Baia di Hudson era contesa tra Francia e Inghilterra; i francesi tentarono di far valere i loro diritti di proprietà menzionando il viaggio di Bourdon. Fu tutto invano perché Bourdon non si era mai recato fino alla baia e perché non aveva mai fatto nessuna presa ufficiale per conto della Francia.
Il 18 ottobre 1660 era in Francia dove era incaricato di esporre al ministro la situazione militare della colonia e di chiedere l'invio di truppe. In quell'occasione fece un disegno di Québec. Nel 1662 dovette rispondere a delle accuse portate avanti da Jean Peronne Dumesnil riguardo al commercio delle pellicce, tuttavia l'accusa cadde per una cattiva tenuta dei libri. Nel 1663 venne chiamato da Monsignor Laval come procuratore generale del Consiglio sovrano della Nuova Francia. Salvo che per due brevi intermezzi, occupati da Louis-Théandre Chartier de Lotbinière, mantenne la carica fino al 1668, anno della sua morte.